# Colònia de Libèria

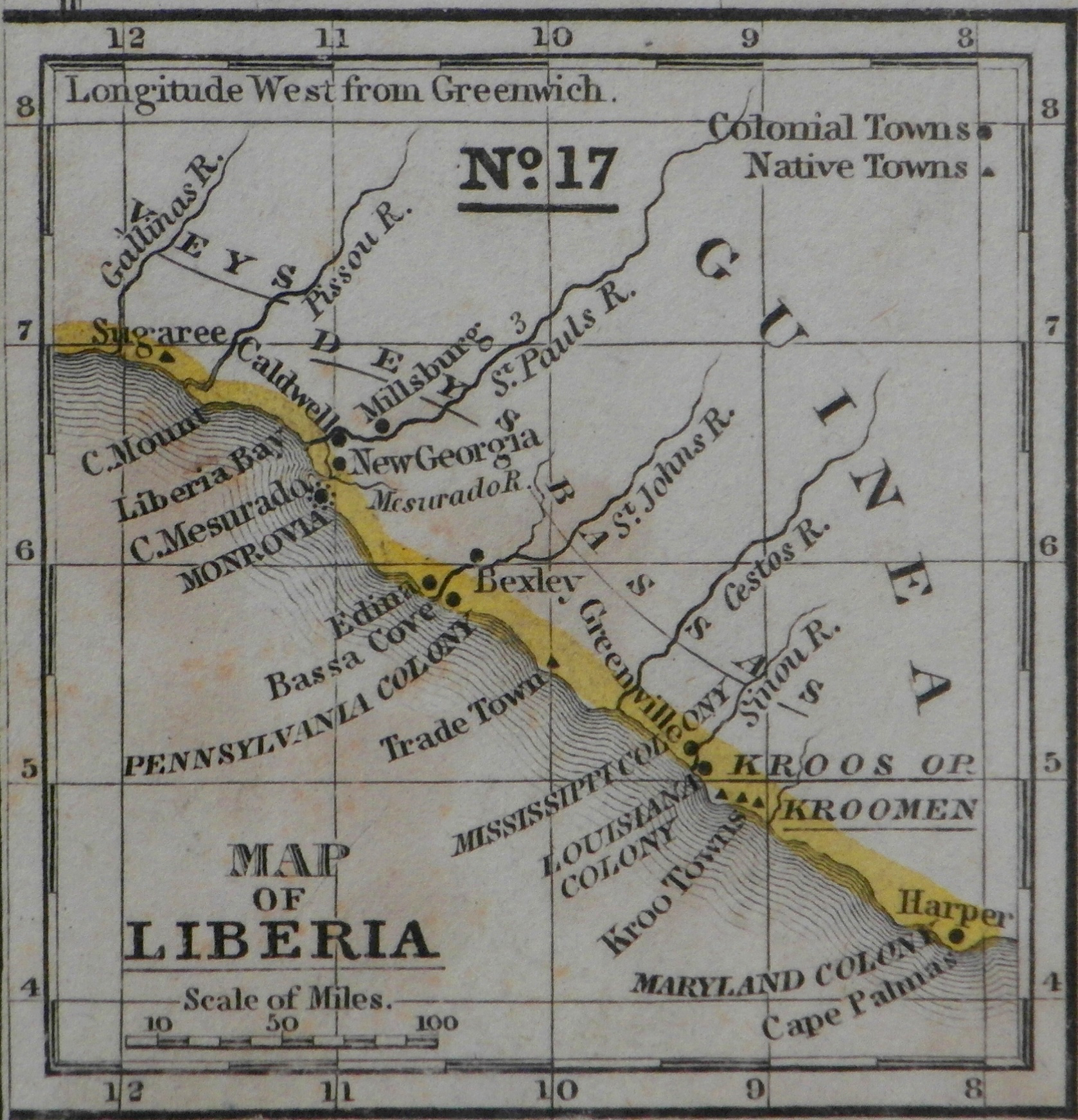
Mapa de Libèria vers 1830-1840

Escut de Libèria.

La colònia de Libèria fou un domini colonial privat nord-americà iniciat el 1821 i acabat el 1847 amb la independència. Inicialment la colònia es va establir a Sherbro Island el 15 de desembre de 1821 però no reunia condicions i al cap d'uns mesos van comprar el territori de Cap Mesurado¨el 1822. La colònia de Cap Mesurado fou la primera, i en els següents anys (1825-1835) es van afegir fins a cinc colònies més. Cap Mesurado va agafar el nom de colònia de Libèria el 15 d'agost de 1824 i el 1842 s'hi van incorporar quatre de les altres cinc colònies (la cinquena fou destruïda pels indígenes). El 5 d'abril de 1839 es va establir una "Commonwealth" de Libèria, un govern local autònom. La societat propietària de la colònia va concedir la independència el 26 de juliol de 1847.

## Primers temps

### Pobles indígenes
Es creu que molts dels pobles indígenes de Libèria van emigrar a la zona des del nord i l'est entre els segles XII i XVI. El territori d'Àfrica Occidental que posteriorment es convertiria a Libèria va ser envaït al segle xvi pels manes, tribus de guerrers procedents del que actualment és l'interior de Costa d'Ivori i Ghana. Els manes van repartir els territoris conquistats i els pobles habitats entre els seus líders, subordinats a un gran cap. Aquesta autoritat suprema residia a la regió de Grand Cape Mount.
Poc després que els manes conquistessin la regió es va produir una migració del poble vai a la regió de Grand Cape Mount. Els vai formaven part de l'Imperi de Mali i s'havien vist obligats a emigrar quan l'imperi es va col·lapsar al segle xiv. Els vai es van assentar a la regió costanera.
Els kru es van oposar a l'arribada dels vai a la seva regió. Una aliança dels manes i els kru va aconseguir detenir-los, encara que no van aconseguir evitar que els vai romanguessin a la regió de Grand Cape Mount (on actualment està situada la ciutat de Robertsport).
Els Kru van començar a comerciar amb els europeus. Al principi intercanviaven béns i matèries primeres locals, però posteriorment van participar de forma activa en el tràfic d'esclaus africans. A part del comerç ordinari, els comerciants kru també realitzaven una sorprenent forma de comerç. Viatjaven amb les seves canoes a bord dels vaixells europeus i els acompanyaven en els seus viatges. Quan havien arribat a la seva destinació, deixaven als seus transportistes i tornaven al seu territori.
Molts emigrants kru també van abandonar les seves terres per treballar de forma assalariada en plantacions i alguns fins i tot van arribar a treballar en la construcció del canal de Suez i del Canal de Panamà.
Un altre grup tribal de la zona eren els glebo, que com a resultat de la invasió dels manes s'havien vist obligats a traslladar-se a la costa liberiana.

### Contacte amb exploradors i comerciants europeus

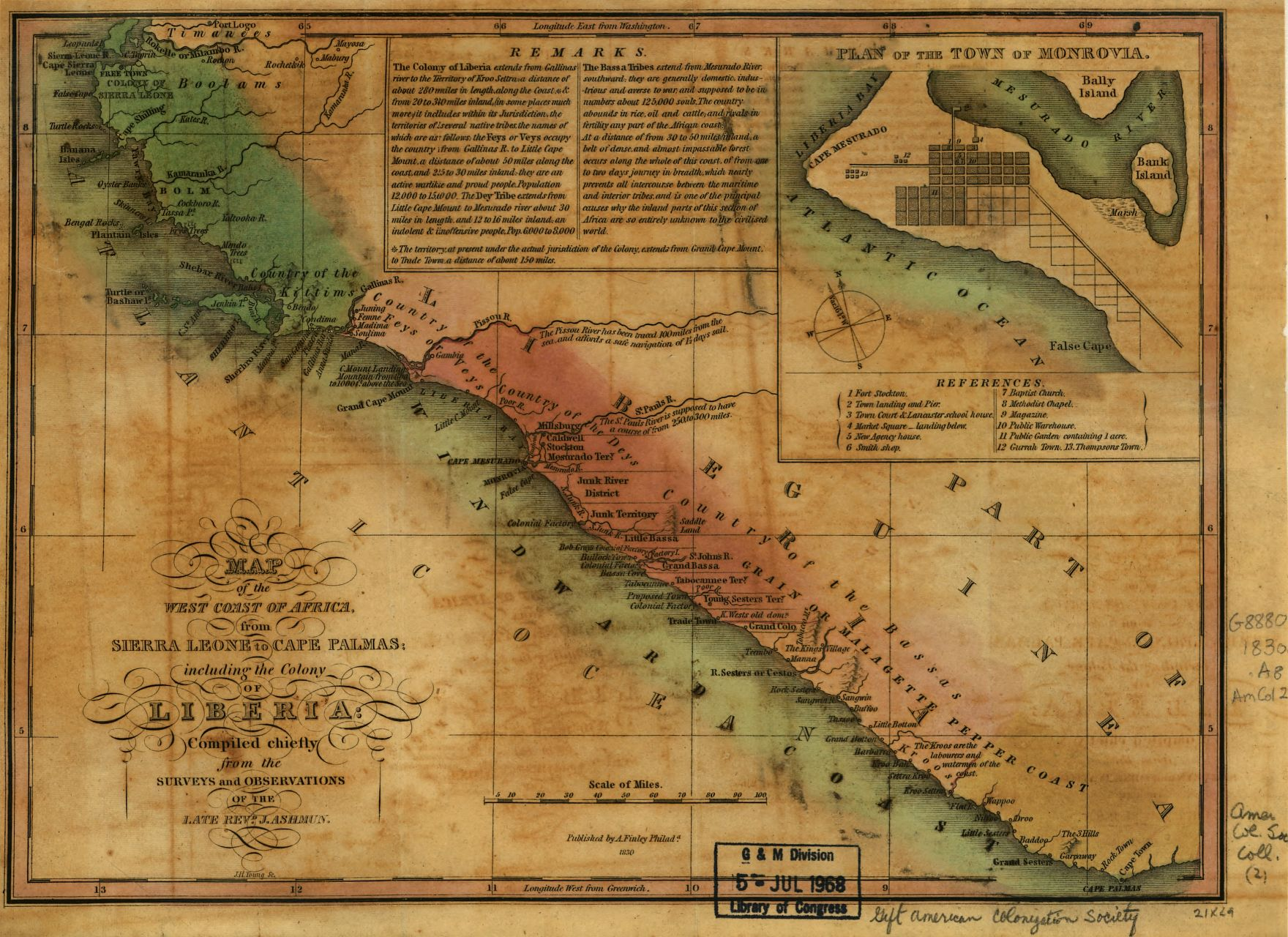
Mapa de Libèria cap a 1830.

Els exploradors portuguesos van establir contactes al territori de Libèria cap a 1461 i van anomenar a la zona Costa da Pimenta (Costa del Pebre) a causa de l'abundància de grans de pebre ratapinyada. En 1602 els holandesos van establir un lloc comercial en Grand Cape Mount però va ser destruït un any després. En 1663 els britànics van instal·lar nous llocs comercials a la zona. No es coneix l'existència d'altres assentaments colonials no africans fins a l'arribada dels esclaus nord-americans alliberats en 1821.

## Colonització (1821-1847)
Vegeu també American Colonization Society.
Al començament del segle xix els Estats Units d'Amèrica van projectar diversos plans per establir una colònia a Àfrica per als esclaus afroamericans alliberats. Entre 1821 i 1847, a través d'una combinació de compra i conquesta, les “Societats” nord-americanes van desenvolupar la colònia coneguda com a Libèria, que en 1847 es va proclamar nació independent.

### Primers projectes de colonització
Ja des de l'època de la Revolució Americana, a la fi del segle xviii, existien molts membres de la societat nord-americana que no toleraven la idea que els afroamericans poguessin viure en “la seva” societat com a individus lliures, bé perquè consideraven als negres física i mentalment inferiors als blancs o perquè consideraven que el racisme i la polarització social eren obstacles insuperables per aconseguir una integració harmoniosa de les diferents races, així com altres raons. Com a solució acceptable tant per a aquests blancs “preocupats”, com per als qui proposaven una abolició immediata de l'esclavitud en tot el país, es va proposar traslladar als negres alliberats a una nova nació.

### L'increment dels esclaus lliures
A partir de 1783 el nombre d'esclaus negres alliberats es va estendre, a causa dels esforços de manumissió iniciats durant la Guerra Revolucionària i a l'abolició de l'esclavitud en el nord dels Estats Units. En 1800 i 1802 van esclatar diverses rebel·lions d'esclaus a Virgínia, que van fracassar i van ser brutalment suprimides, i els nord-americans dels estats del sud van començar a témer que els negres lliures del nord animessin als seus esclaus a fugir o rebel·lar-se contra els seus amos blancs.
Mentrestant, el nombre d'afroamericans lliures als Estats Units va continuar incrementant-se. En 1790, hi havia 59.467 negres lliures sobre una població negra d'uns 800.000 individus i una població total de gairebé 4 milions. En 1800 hi havia 108.378 negres lliures sobre una població total de 7.200.000 nord-americans.
Aquests factors van incrementar de forma significativa la popularitat de crear una colònia com a “solució” a el “problema” dels negres lliures.

### Sierra Leone
En 1787 Gran Bretanya va començar a traslladar als “pobres negres” de Londres –molts dels quals eren afroamericans que havien estat alliberats pels britànics als Estats Units perquè els ajudessin en la guerra contra els rebels nord-americans– i altres esclaus alliberats a Nova Escòcia, cap a la colònia de Freetown, al territori actual de Sierra Leone. El nord-americà Paul Cuffe va considerar que també era un projecte viable portar als afroamericans dels Estats Units a aquesta colònia britànica. Amb el suport d'alguns membres del Congrés i d'oficials britànics, en 1816 va portar, pagant les despeses, a 38 negres americans a Freetown. Aquest tipus de viatges va ser interromput per la mort de Cuffe en 1817. No obstant això, aquesta iniciativa privada va afegir interès als Estats Units pel projecte de colonització.

### Cap Mesurado
Durant aquest mateix període es va produir una altra iniciativa per part del polític Charles F. Mercer de Virgínia i el pastor presbiterià Robert Finley de Nova Jersey. En 1816 la American Colonization Society (Societat Americana de Colonització) (ACS) va ser creada a Washington D.C. per polítics, senadors i capdavanters religiosos de diverses orientacions i a vegades amb raonaments divergents, però que es van unir en el projecte de crear una colònia per als negres lliures dels Estats Units a Àfrica.
Des de gener de 1820. L'ACS va enviar vaixells des de Nova York a Àfrica Occidental. El primer d'ells va arribar amb 88 emigrants negres i tres agents blancs de l'ACS a bord, tractant de trobar un territori adequat per crear un assentament. Després de diversos intents i dificultats, els representants de l'ACS van aconseguir al desembre de 1821, i potser recorrent a l'amenaça de la força, adquirir Cap Mesurado, una franja de terra d'uns 35 km prop de l'actual Monròvia, al rei Peter, el governant indígena.
Des dels inicis de l'assentament els colons van ser atacats pels indígenes com les tribus malinkes, i van sofrir la pressió de les malalties, el dur clima, la manca d'aliments i medicines, i les pobres condicions de vida.

### Expansió
Fins a 1835 van ser creades altres cinc colònies més per part d'altres Societats Americanes a part de l'ACS i una per part del govern dels Estats Units al mateix territori costaner. La colònia de Capi Mesurado va ser estesa al llarg de la costa i cap a l'interior, a vegades utilitzant la força i en 1824 la colònia va rebre el nom de Libèria, i va establir la seva capital a Monròvia. En 1842 altres quatre de les altres colònies americanes van ser incorporades a Libèria i una altra va ser destruïda pels nadius. Els colons d'origen afroamericà, que variaven des dels quals eren tan “negres” com els indígenes als gairebé “blancs”, aviat van ser coneguts com a amèrico-liberians.

### Transferència de sobirania als amèrico-liberians

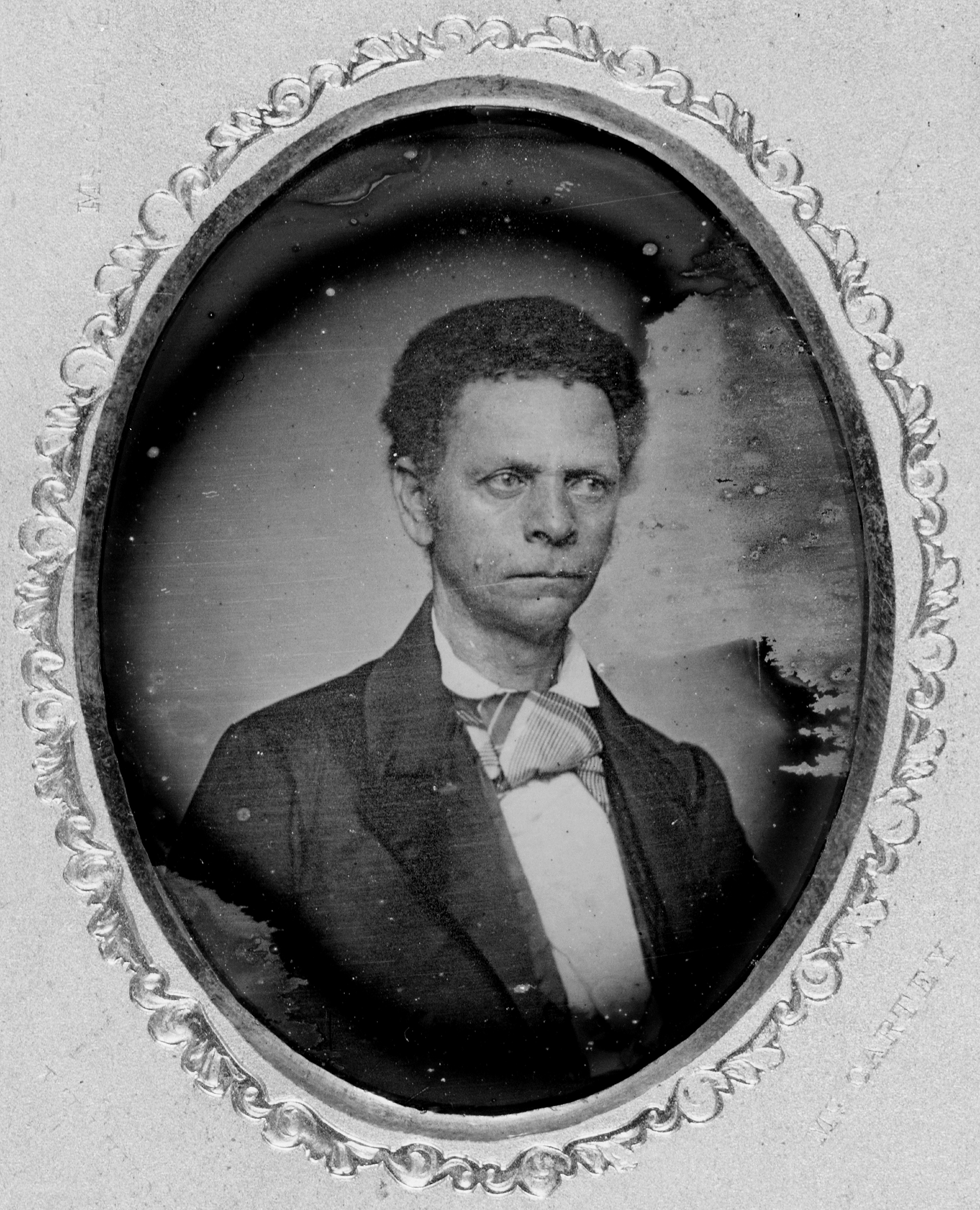
Joseph Jenkins Roberts, governador i primer president de Libèria. Daguerrotip pres possiblement entre 1840 i 1850.

A mesura que la colònia de Libèria s'expandia també adquiria major independència, i els administradors blancs de l'ACS van transferir progressivament el control de la colònia als amèrico-liberians. En 1841 Joseph Jenkins Roberts es va convertir en el primer governador negre de Libèria. Al mateix temps, en la dècada de 1840 l'ACS havia declarat la seva fallida i Libèria s'havia convertit en una càrrega financera massa pesada. El 1846 l'ACS va realitzar els preparatius perquè els amèrico-liberians proclamessin la seva independència. En 1847 Roberts va proclamar la fundació de la república lliure i independent de Libèria. Al moment de la independència el país comptava amb uns 3.000 colons. Es va crear una constitució seguint el model dels Estats Units, que negava el dret de vot als indígenes liberians.

## Agents colonials
- 1821 - 1822 Eli Ayres
- 1821 - 1822 Frederick James (interí)
- 1822 -. Elijah Johnson (primera vegada, interí)
- 1822 - 1823 Jehudi Ashmun (primera vegada, interí)
- 1823 - 1823 Elijah Johnson (segona vegada, interí)
- 1823 - 1828 Jehudi Ashmun (segona vegada)
- 1828 - 1828 Lott Carey (interí)
- 1828 - 1828 Colston Waring (interí)
- 1828 - 1829 Richard Randall
- 1829 - 1830 Joseph Mechlin, Jr. (primera vegada, interí inicialment i després nomenat)
- 1830 - 1830 John Anderson (interí)
- 1830 - 1830 Anthony Williams (primera vegada, interí)
- 1830 - 1833 Joseph Mechlin, Jr. (segona vegada, interí)
- 1833 - 1834 George R. McGill (interí)
- 1834 - 1835 John Piney
- 1835 - 1835 Nathaniel Brander (interí)
- 1835 - 1836 Ezekiel Skinner
- 1836 - 1839 Anthony Williams (segona vegada)

## Governadors
- 1839 - 1841 Thomas Buchanan
- 1841 - 1848 Joseph Jenkins Roberts (interí fins a 1842)